# René Pleven
René Pleven (Rennes, 15 de abril de 1901 - París, 13 de enero de 1993) fue un político francés.
Fue una personalidad destacada en la Francia Libre durante la Segunda Guerra Mundial; electo diputado por el distrito Côtes-du-Nord (actualmente Côtes-d'Armor) en los años de la posguerra. Fue Presidente de Consejo y varias veces ministro durante la Cuarta República, y nuevamente en la Quinta República bajo la presidencia de Georges Pompidou.
Durante su mandato como ministro de justicia, la Asamblea Nacional aprobó en julio de 1972 una ley contra el racismo que lleva su nombre: la Ley Pleven. 